# 1762
1762 (MDCCLXII) fue un año común comenzado en viernes según el calendario gregoriano.

## Acontecimientos
- 2 de enero: Inglaterra declara la guerra a España, temerosa del Pacto de Familia entre los Borbones franceses y españoles.
- 4 de enero: Inglaterra declara la guerra a España y Nápoles.
- 5 de enero: Pedro III asume el trono del imperio ruso.
- 2 de abril: Se registra un terremoto de 8,8 en el Estado de Arakan (Myanmar) que provoca un tsunami en el Golfo de Bengala que deja 200 muertos.
- 17 de julio: Catalina II se convierte en zarina tras el asesinato de Pedro III de Rusia.
- 5 de octubre: los ingleses ocupan la ciudad de Manila.
- 9 de octubre: a unos 20 km al sur de la actual Ciudad de Guatemala, una inundación destruye la localidad de Petapa (que contaba con más de cinco mil habitantes).[1]
- 29 de octubre: Pedro de Cevallos, gobernador de Buenos Aires, reconquista Colonia del Sacramento para España.

### Fecha desconocida
- Jean Jacques Rousseau publica por primera vez Du contrat social (El contrato social) y el Emilio.

## Nacimientos
- 5 de enero: Constanze Weber, esposa de Mozart (f. 1842).
- 10 de enero: Julien Dubuque, primer blanco que se asienta de manera permanente en el actual estado de Iowa (EE. UU.).
- 15 de febrero: Francis Buchanan-Hamilton, zoólogo y botánico británico (f. 1829).
- 13 de abril: Jean Étienne Vachier Championnet, general francés.
- 29 de abril: Jean-Baptiste Jourdan, militar francés (f. 1833)
- 19 de mayo: Johann Gottlieb Fichte, filósofo alemán (f. 1814)
- 10 de junio: María del Pilar Teresa Cayetana de Silva y Álvarez de Toledo, XIII duquesa de Alba (f. 1802)
- 22 de julio: Magdalena Ortega de Nariño, esposa de Antonio Nariño.
- 29 de julio: Francisco Estruch y Martí de Veses, pavorde de la Catedral de Valencia y profesor de Cánones de la Universidad de Valencia.
- 30 de julio: Juan O'Donojú, militar y gobernador español (f. 1821).
- 12 de agosto: Jorge IV, rey inglés.
- 15 de agosto: José Ignacio Thames, sacerdote argentino (f. 1832)
- 28 de agosto: José Agustín Caballero, filósofo cubano.
- 11 de septiembre: Joanna Baillie, poeta y dramaturga escocesa (f. 1851).
- 12 de octubre: sir Home Riggs Popham almirante británico.
- 30 de octubre: André Chénier, poeta francés (f. 1794)
- José Mor de Fuentes, escritor español.

## Fallecimientos
- 5 de enero: Isabel, emperatriz rusa (n. 1709).
- 10 de marzo: Ejecución de Jean Calas, protestante tolosano acusado de haber asesinado su hijo para impedir su conversión al catolicismo.
- 21 de marzo: Nicolas Louis de Lacaille, astrónomo francés (n. 1713).
- 19 o 21 de junio: Johann Ernst Eberlin, compositor y organista alemán (n. 1702).
- 17 de septiembre: Francesco Saverio Geminiani, violinista italiano.
- 6 de octubre: Francesco Manfredini, violinista y compositor italiano.